# フィラデルフィア万国博覧会

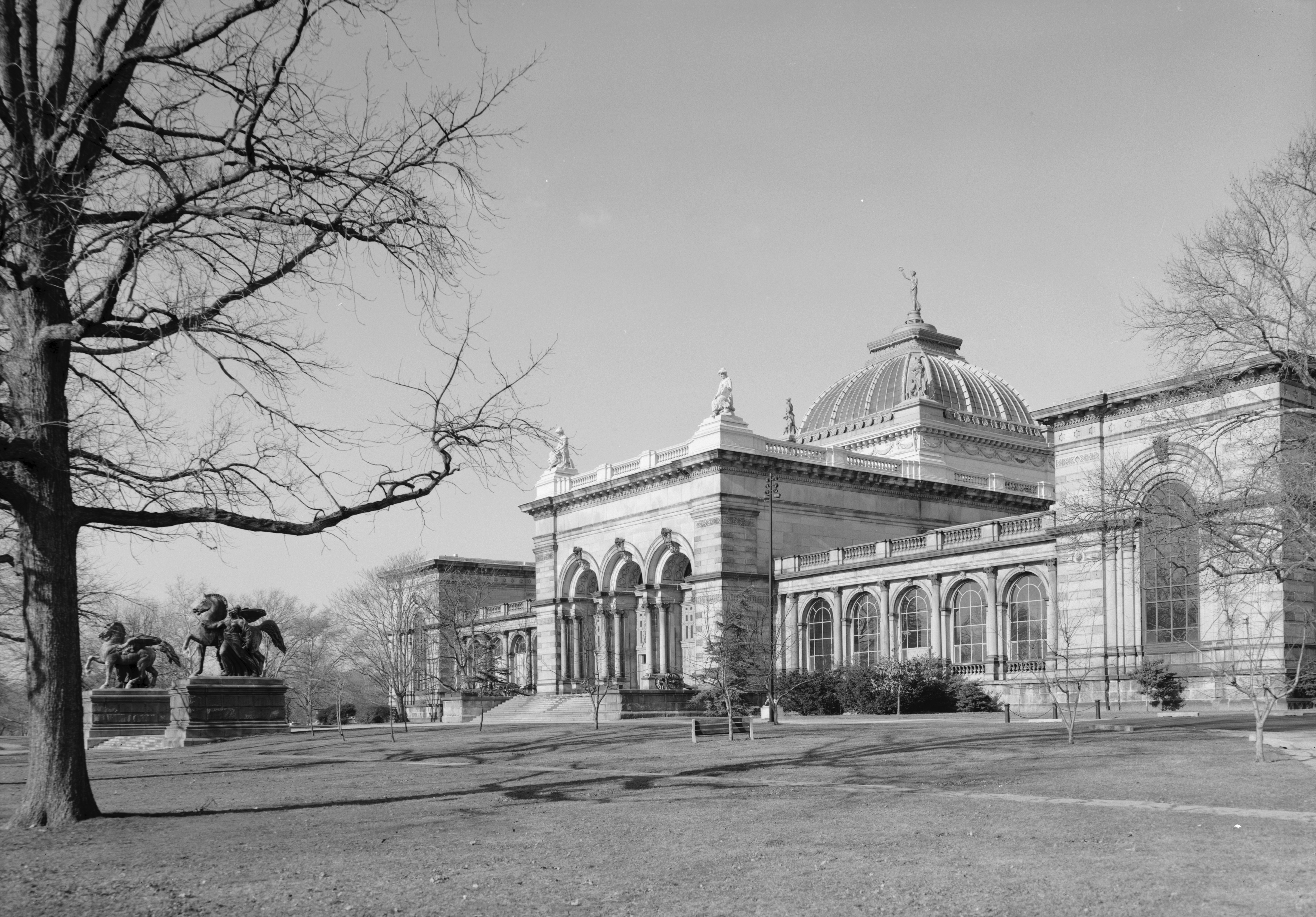
記念館

フィラデルフィア万国博覧会/ 費拉特費万国博覧会（フィラデルフィアばんこくはくらんかい)はアメリカ合衆国ペンシルベニア州のフィラデルフィアで開催された国際博覧会。1876年に開催されたアメリカ合衆国独立100周年記念万博（Centennial Exposition, Expo 1876）と1926年に開催されたアメリカ合衆国独立150周年記念万博（ Sesqui-Centennial International Exposition）とがある。

## アメリカ合衆国独立100周年記念
1876年5月10日から11月10日までアメリカ合衆国ペンシルベニア州のフィラデルフィアで、アメリカ合衆国独立100周年を記念して催された。35ヶ国が参加し、会期中1000万人が来場した。当時日本政府派遣で米国留学中の幼少期の津田梅子などもホストファミリーのランマン夫妻に連れられ、見物した。
会場の広さは国力を示していたため、在米公使代理書記官の小野二郎はアメリカ政府と交渉し、日本の展示面積を当初予定の7,290平方フィート (677 m2)から11,520平方フィート (1,070 m2)に拡大させた。明治政府は輸出振興・外貨獲得を図るため、西郷従道を最高責任者として外国政府最大の予算で出展し、多数の大工を派遣し日本家屋の専用パビリオンを建てた。日本茶、陶磁器の工芸品やその他伝統的産品に加えて、速水堅曹を審査官として最優秀の生糸や絹織物等の展示を行った。特に絢爛豪華な有田焼（伊万里焼）の一対の大きな色絵雲龍文耳付三足花瓶（銘款「年木庵喜三」）は注目を集め、同博覧会の金牌賞を獲得した。日本の出展物は後進国と見なされていた日本への関心と評価を非常に高めた。『ニューヨーク・ヘラルド』紙の記者は、「ブロンズ製品や絹ではフランスに優り、木工、家具陶磁器で世界に冠たる日本をなぜ文明途上と呼べるだろうか」と記事に書いた。
グラハム・ベルが「電話」を出展している。

## アメリカ合衆国独立150周年記念

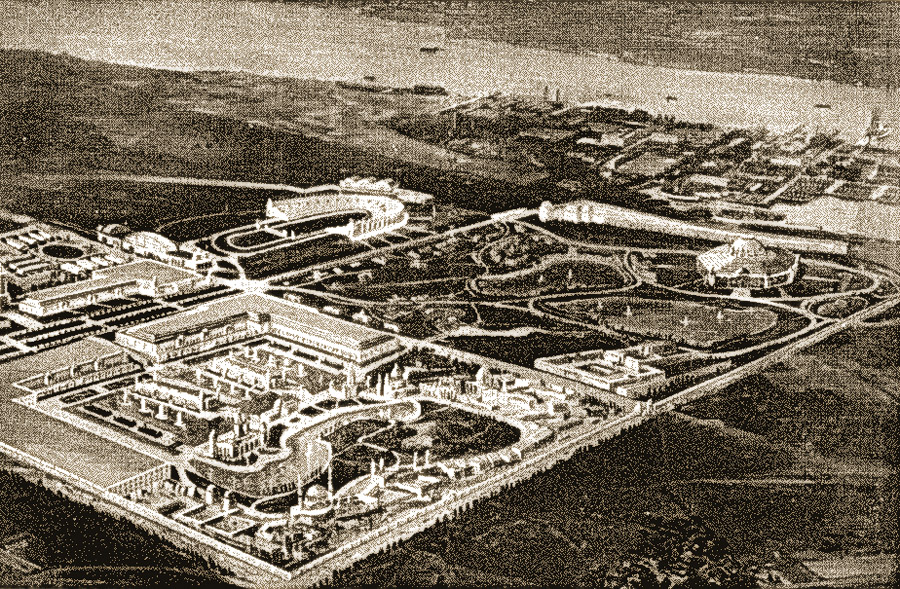
会場風景。1926年

50年後の1926年5月31日～11月30日の期間で、フィラデルフィアの南部、リーグ・アイランド中心にこれに付随した埋め立て地で行われた。総面積約100万坪。
1926年5月31日に博覧会がオープンしたとき、ほとんど何の展示も完成していなかった。ニューヨーク州のパビリオンは着工すらされていなかった。
この博覧会は主催者側に大きい不手際があったのが原因で、万国博覧会として稀にみる不振を醸し、会期中の入場人員は当初の予定をはるかに下まわり、わずかに650万人に過ぎなかった。